# ملاچیشته
ملاچیشته (به صربی: Mlačište) یک منطقهٔ مسکونی در صربستان است که در تسرنا تراوا واقع شده‌است. ملاچیشته ۲۹ نفر جمعیت دارد.